# الصليب المقدس (منطقة)
الصليب المقدس هي واحدة من خمس قرى صغيرة في كلينت في مقاطعة ورسيسترشاير، إنجلترا.